# Биково (Бежецький район)
Биково (рос. Быково) — присілок в Бежецькому районі Тверської області Російської Федерації.
Населення становить 0 осіб. Входить до складу муніципального утворення Борківське сільське поселення.

## Історія
Від 2005 року входить до складу муніципального утворення Борковське сільське поселення.

## Населення
| 2008 | 2010 |
| ---- | ---- |
| 4    | ↘0   |